# Клуб Силвио Петироси
Клуб „Силвио Петироси“ (на испански: Club Silvio Pettirossi) е парагвайски футболен отбор от квартал Републикано на столицата Асунсион. Основан е на 11 март 1926 г.

## История
През 1926 г. група мъже, сред които Мануел Фернандес (първият президент на отбора) и Давид Виягра (бивш президент на Серо Портеньо) сформират нов футболен отбор. Наричат го на името на авиатора Силвио Петироси, национален герой на Парагвай.
В началото отборът се подвицава в долните дивизии на Парагвай, но в края на 60-те и началото на 70-те стига до първа дивизия, но се задържа там за кратко време и отново „потъва“ в долните дивизии чак до 2000 г., когато Амансио Лопес Ирала става президент на Силвио Петироси и започва да налива пари в отбора. През 2004 г. Силвио Петироси достига до втора дивизия, а през 2007 г. печели титлата и съответно правото да играе в Примера Дивисион.

## Успехи
- 2х Шампион на Втора дивизия: 1969 и 2007
- 7х Шампион на Трета дивизия: 1952, 1957, 1973, 1974, 1984, 1995 и 2004

## Играчи

### Известни бивши играчи
- Карлос Бонет
- Данте Лопес
- Енрике Вера
- Хусто Вияр
- Пабло Себалос